# Аммельдінген-ан-дер-Оур
Аммельдінген-ан-дер-Оур (нім. Ammeldingen an der Our) — громада в Німеччині, розташована в землі Рейнланд-Пфальц. Входить до складу району Бітбург-Прюм. Складова частина об'єднання громад Зюдайфель.
Площа — 2,62 км2. Населення становить 20 ос. (станом на 31 грудня 2020).

## Галерея

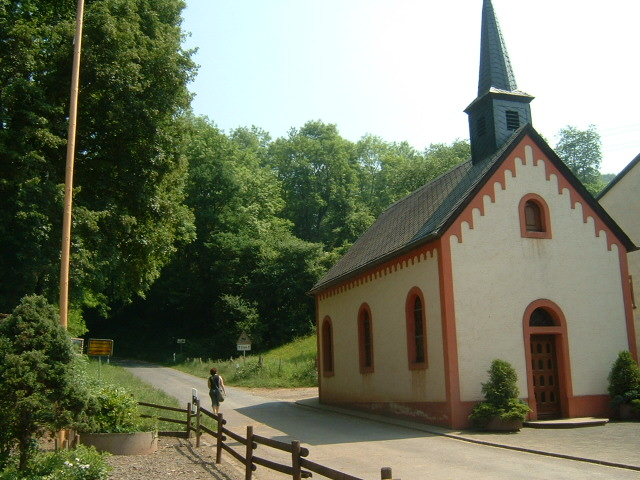
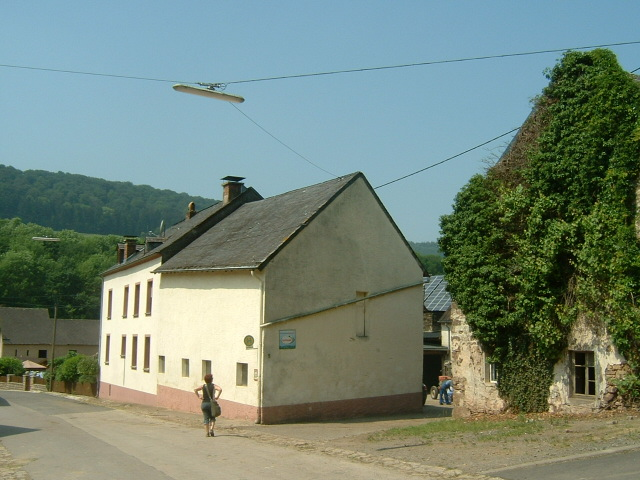